# Palais Baviera
Le palais Baviera (en italien Palazzetto Baviera) est un palais de la Renaissance, situé dans la ville de Senigallia en Italie, dans la région des Marches, en province d'Ancône.

## Description
Le palais Baviera est une construction harmonieuse et linéaire, de style Renaissance, donnant sur la Piazza del Duca. Il a été construit à la fin du XVe siècle par la volonté de Giovanni Giacomo Baviera, lieutenant du duc Jean della Rovere, peut-être sur un projet de Baccio Pontelli, comme semblent le suggérer les proportions harmonieuses de la petite cour. Digne d'attention est l'extraordinaire séquence de stucs ornant les voûtes de cinq salles et datant des années 1560-1562. C'est l'œuvre du sculpteur d'Urbino Federico Brandani, qui illustre des histoires sacrées et profanes : l'Ancien Testament, les douze travaux d'Hercule, l’Iliade, épisodes de la Rome républicaine et impériale.
Des travaux de restauration de grande ampleur ont eu lieu de 2013 à 2016, et ont notamment concerné les voûtes en stuc de Brandani. Le palais a réouvert au public en 2017.

## Galerie

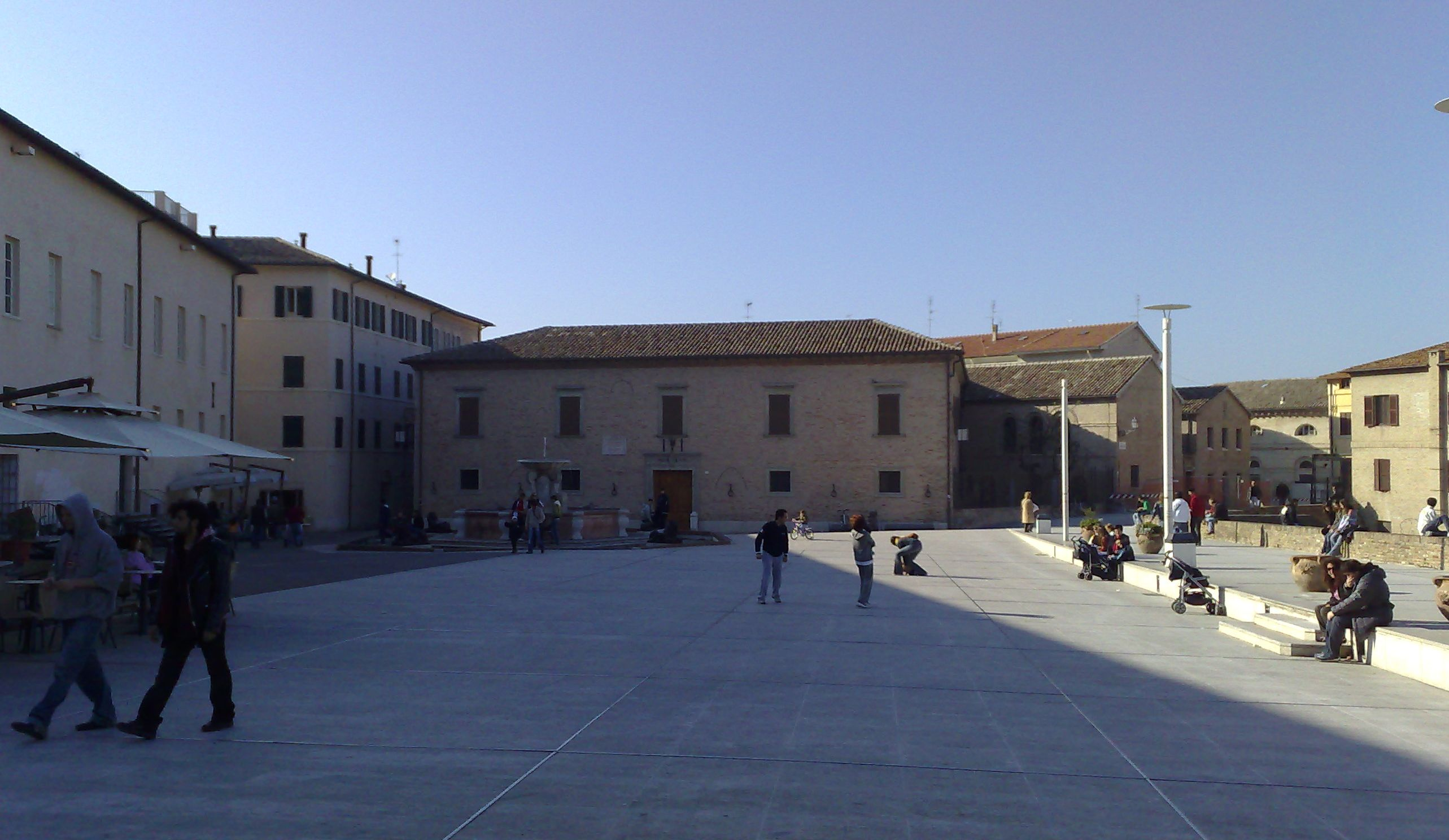
La Piazza del Duca devant le palais.
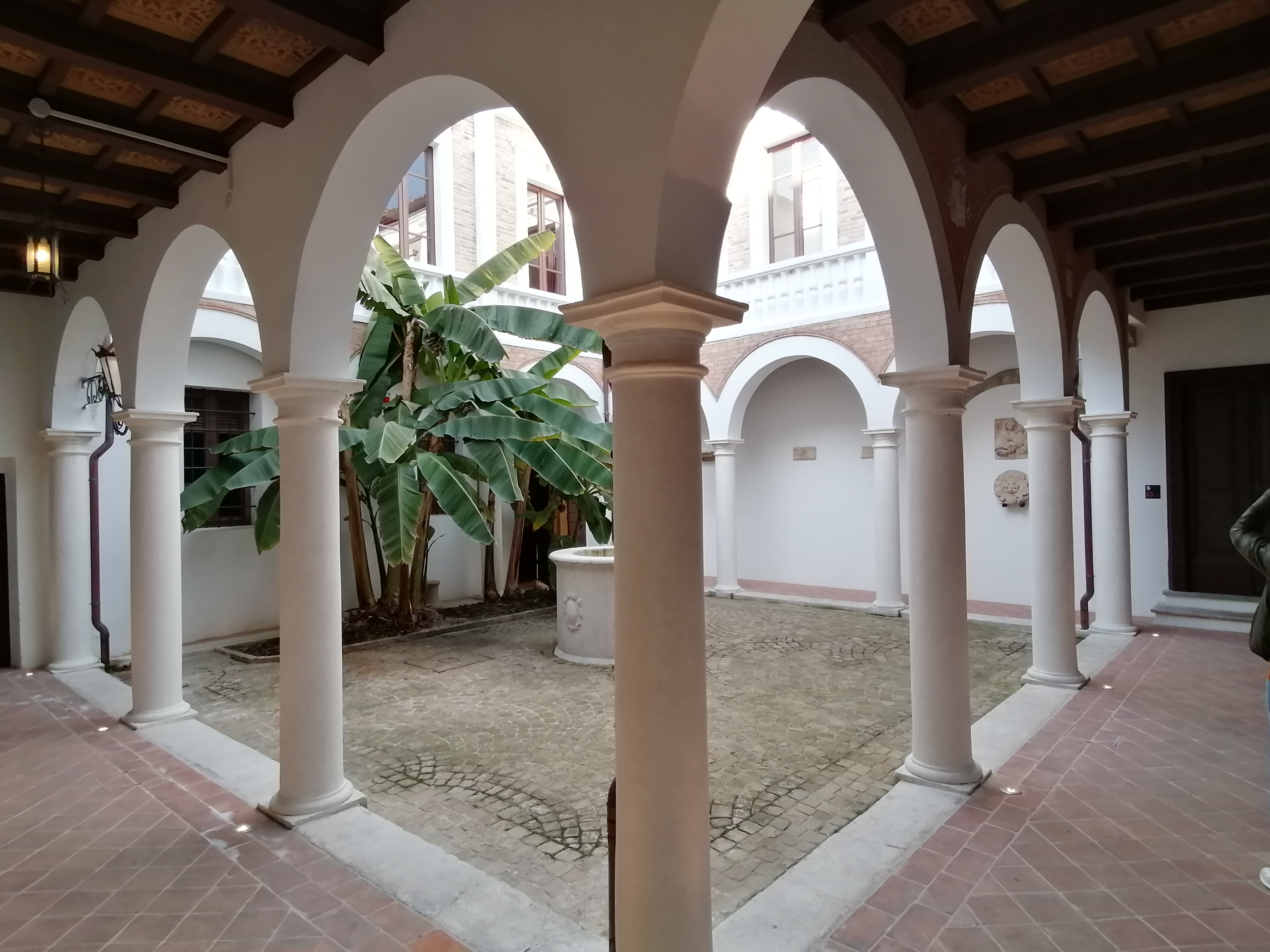
Cour intérieure du palais.
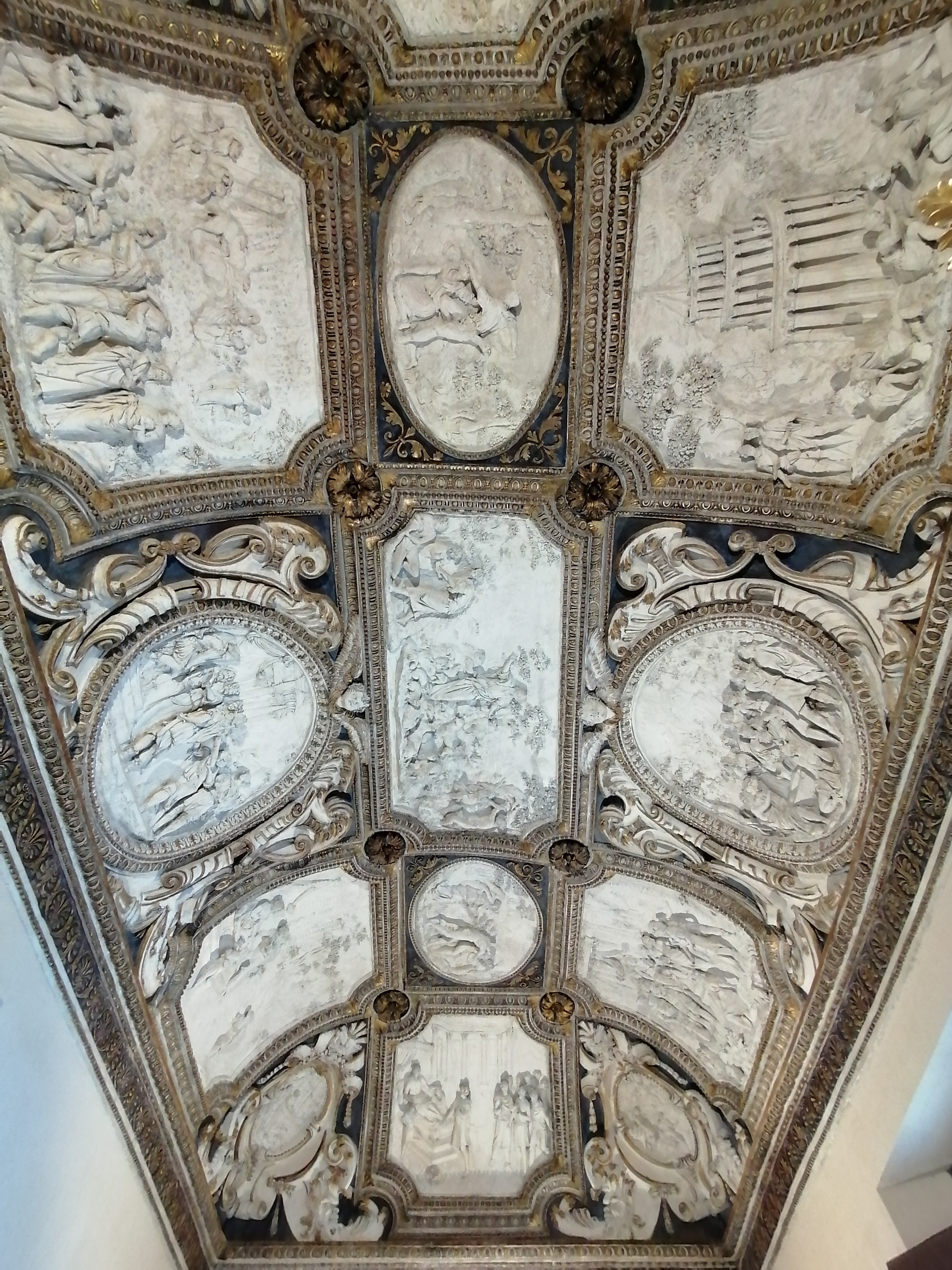
Voûte en stuc de Federico Brandani : l'Ancien Testament.
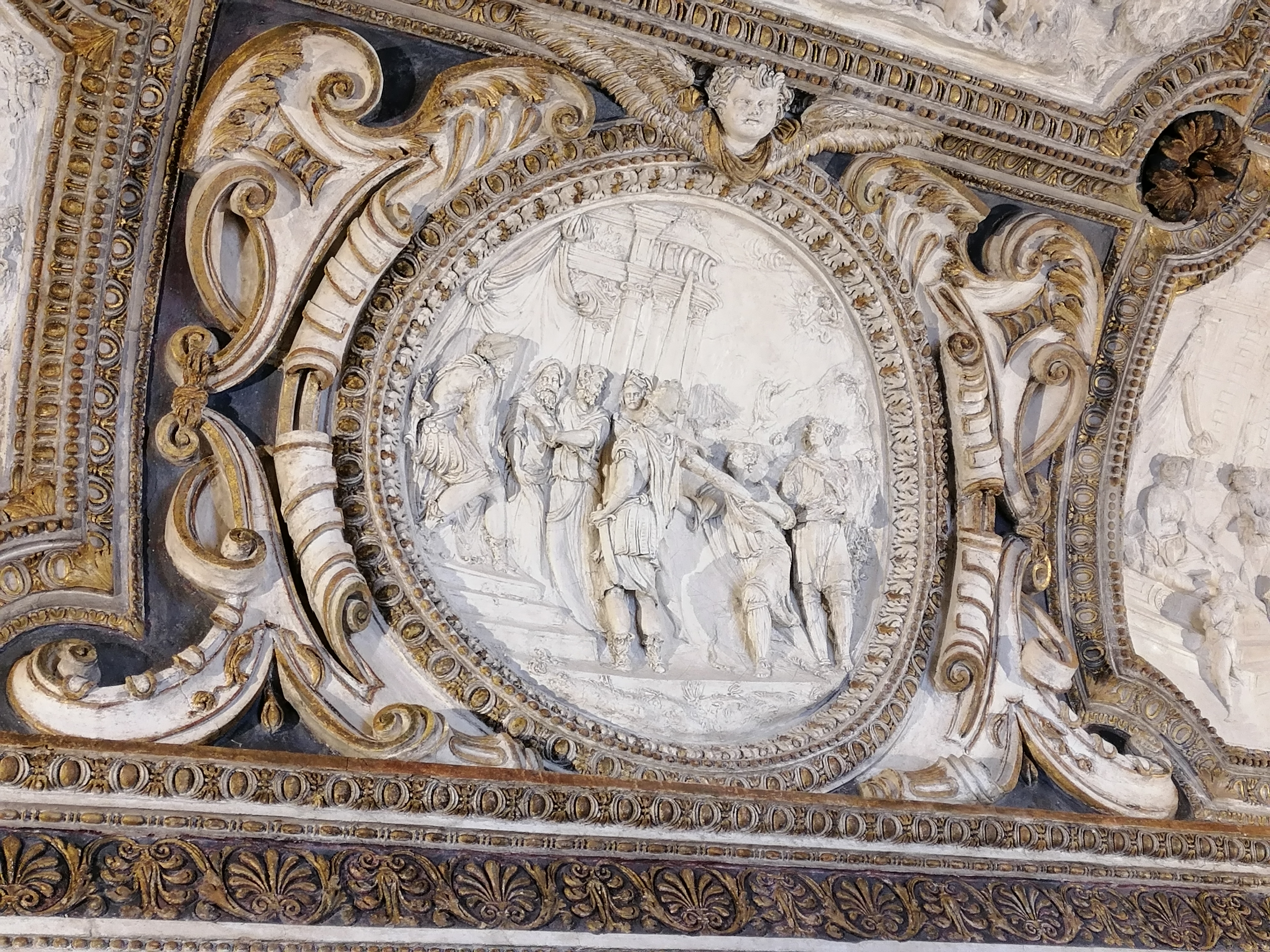
Joseph interprétant le songe du pharon, détail de la voûte en stuc de l'Ancien Testament.
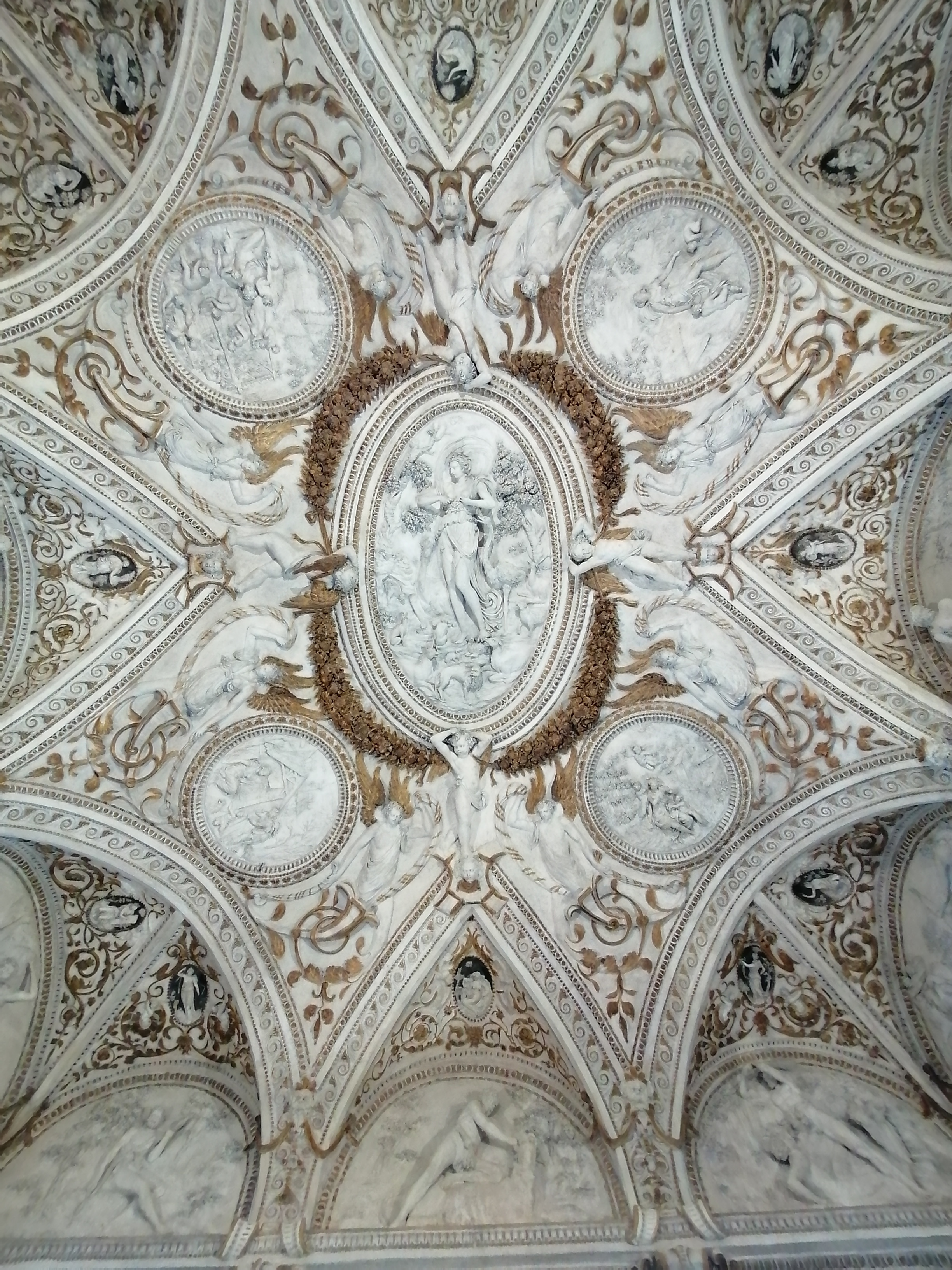
Voûte en stuc de Federico Brandani : les douze travaux d'Hercule.
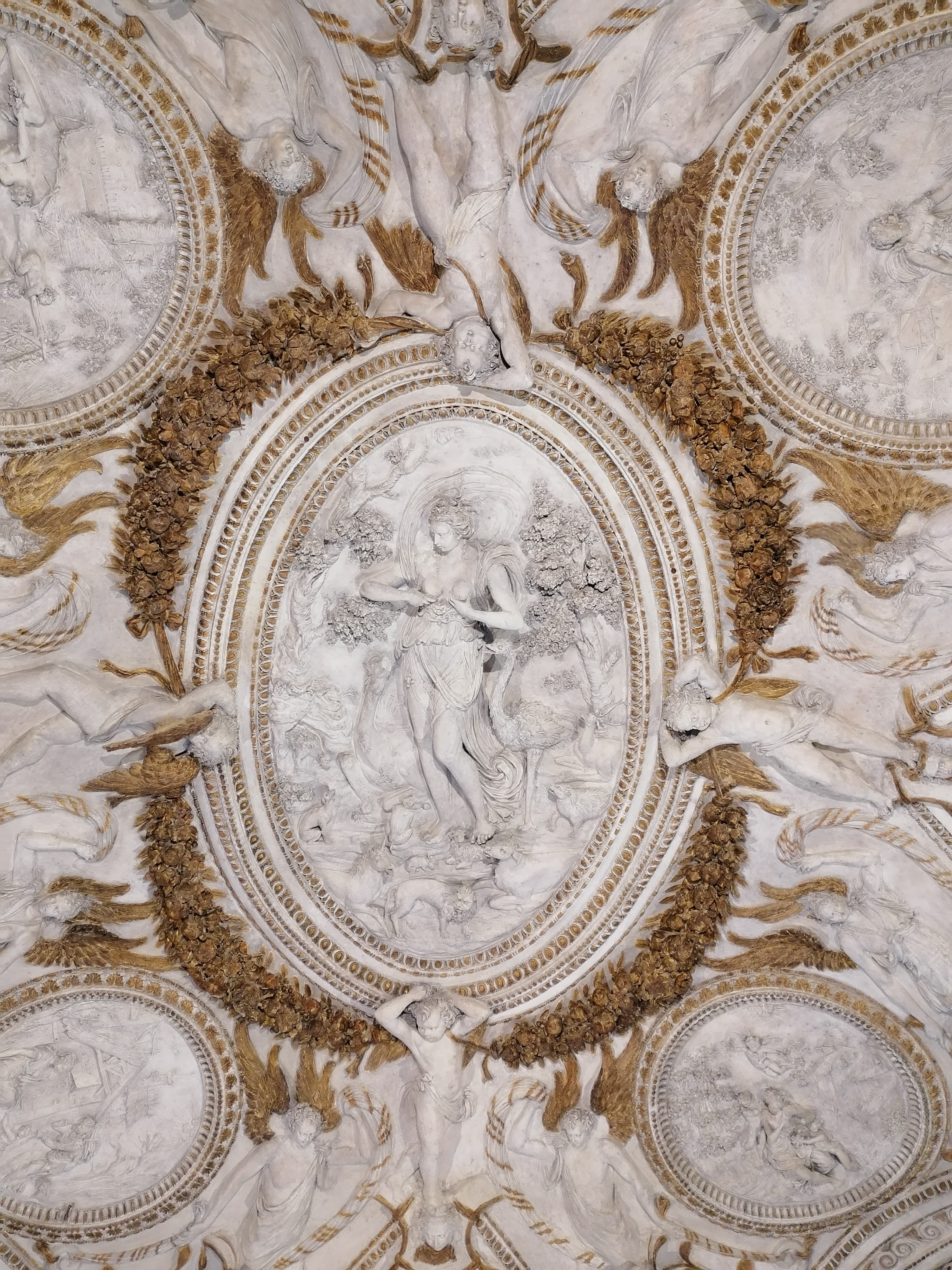
La Terre-Mère, détail de la voûte en stuc des douze travaux d'Hercule.